# Leporinus nigrotaeniatus
Leporinus nigrotaeniatus är en fiskart som först beskrevs av Jardine, 1841.  Leporinus nigrotaeniatus ingår i släktet Leporinus och familjen Anostomidae. Inga underarter finns listade i Catalogue of Life.